# Ale Babki
Ale Babki – ludowy zespół śpiewaczy ze Świdnicy (Dolny Śląsk).
27-osobowy (lub 30-osobowy) zespół powstał w 1992 i do 2017 kierowany był przez Hannę Raszkiewicz. Do 2006 akompaniował mu Witold Janulewicz, a potem Zdzisław Christ, który w 2017 został jednocześnie kierownikiem grupy. Po nim kierownictwo przejęła Halina Wiśniewska. Opiekę nad zespołem sprawuje Gminny Ośrodek Kultury, Sportu i Rekreacji w Świdnicy. Chórowi towarzyszy kapela z akordeonem, instrumentami klawiszowymi, skrzypcami, kontrabasem, gitarą basową, klarnetem, saksofonem i perkusją.
Grupa otrzymała m.in. następujące nagrody i wyróżnienia:
- Grand Prix Ogólnopolskiego Festiwalu Spotkań Artystycznych Seniorów w Międzyzdrojach (dwukrotnie: 2013 i 2016),
- I miejsce na VII Dolnośląskim Przeglądzie Zespołów Folklorystycznych "Śpiewające wsie" w Szprotawie (2017),
- II miejsce na XX Przeglądzie Pieśni Patriotycznej w Żarowie (2018)[2].

Zespół koncertował poza granicami Polski: we Francji, Niemczech i Czechach.